# Han Guangwu di
Kaiser Guangwu von Han (chinesisch 漢光武帝, Pinyin Hàn Guāngwǔ dì, * 15. Januar 5 v. Chr.; † 29. März 57 n. Chr. in Luoyang), Geburtsname Liu Xiu, gelang im Jahre 25 die Wiedererrichtung der von Wang Mang beendeten Han-Dynastie. Liu Xiu war ein Angehöriger der weitverzweigten kaiserlichen Familie. Darum beanspruchte er (nicht als Einziger) das Erbe der Han-Dynastie für sich, als Wang Mangs Xin-Dynastie im Chaos versank. Liu Xiu behauptete sich gegen den Usurpator und die rivalisierenden Warlords und erklärte sich zum Kaiser. Nach und nach besiegte er alle Widersacher und schlug auch den Aufstand der Roten Augenbrauen nieder. Im Jahre 36 herrschte er unumschränkt über ganz China.
Die Hauptstadt seines Reiches errichtete er in Luoyang, 335 Kilometer östlich von der vorigen Hauptstadt Chang’an, weshalb seine Dynastie als Östliche Han-Dynastie bezeichnet wird. Um dem Verfall vorzubeugen, dem die Westliche Han-Dynastie zum Opfer gefallen war, führte er zahlreiche Reformen durch, darunter auch eine bemerkenswerte Landreform. Immerhin währte die von ihm begründete Dynastie fast 200 Jahre.
Auch wenn Kaiser Guangwus Generäle auf ihren Feldzügen meist siegreich waren und große Erfolge verbuchen konnten, fehlte es ihm an herausragenden Strategen. Der Kaiser selbst erwies sich jedoch den Quellen zufolge als vorzüglicher Stratege. Angeblich stellte sich sein Rat oft als weise heraus. Darin unterschied er sich von einigen Kaisern der Westlichen Han-Dynastie, die sich für große Strategen hielten, aber fehlgingen und oftmals großes Unheil über das Reich brachten.
Einzigartig ist den Quellen zufolge die Kombination zweier vorzüglicher Charaktereigenschaften des Kaisers: Entscheidungskraft und Milde. Zur Schaffung seines Reiches suchte er stets nach friedlichen Wegen, ein Land an sich zu bringen, bevor er kriegerische Maßnahmen ergriff. Er litt auch nicht an Eifersucht oder Verfolgungswahn, wenn seinen Generälen und Beamten entscheidende Erfolge zu verdanken waren.

## Leben

### Familiärer Hintergrund

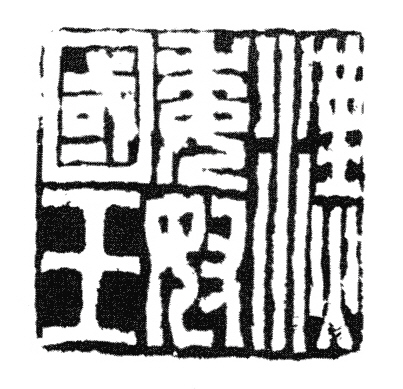
Das Kanzleisiegel von Kaiser Guangwu.

Liu Xiu stammte in der sechsten Generation von Kaiser Jing ab. Sein Vater Liu Qin (劉欽) war ein höherer Beamter im Bezirk Nandun (南頓令). Dessen Vater Liu Hui (劉回) war militärischer Vizegouverneur in der Julu-Kommandantur (鉅鹿都尉). Liu Huis Vater Liu Wai (劉外) war Gouverneur der Yulin-Kommandantur (鬱林太守). Dessen Vater Liu Mai (劉買) hatte den postumen Titel Marquis Jie von Chongling (舂陵節侯) erhalten und war der Sohn von Liu Fa (劉發), dem Prinzen Ding von Changsha (長沙定王). Der Prinz von Changsha war ein Bruder von Kaiser Wu und ein Sohn von Kaiser Jing.
Trotz dieses berühmten Vorfahren waren Reichtum und Position der Nachkommen von Liu Fa immer mehr geschwunden; Liu Qins Brüder führten bereits ein Bauerndasein.
Liu Qin war mit der Tochter eines Fan Chong (樊重) verheiratet und hatte drei Söhne: Liu Yan, Liu Zhong (劉仲) und Liu Xiu. Liu Qin starb früh, und seine drei Söhne wurden von ihrem Onkel Liu Liang (劉良) aufgezogen. Liu Yan fühlte sich zu Höherem berufen und überlegte nach Wang Mangs Usurpation im Jahre 8 n. Chr., einen Aufstand zu beginnen. Liu Xiu dagegen war ein vorsichtiger Mensch und lebte als Bauer auf dem Land. Sein Schwager Deng Chen (鄧晨), der Gemahl seiner Schwester Liu Yuan (劉元), glaubte aber an eine Prophezeiung, dass ein Mann mit Namen Liu Xiu Kaiser werden würde. Er ermutigte seinen Schwager immer wieder, nach Höherem zu streben.

### Teilnahme an Liu Yans Aufstand
Da sich im Jahre 22 n. Chr. schon fast das gesamte Reich gegen die Herrschaft des Wang Mang auflehnte, bereitete Liu Yan seinen Aufstand vor. Sein Plan war es, den Gouverneur der Nanyang-Kommandantur (etwa heutiges Nanyang, Henan) zu entführen und das Volk der Kommandantur dazu aufzurufen, sich ihm anzuschließen. Die jungen Männer seiner Heimat Chongling waren zuerst unwillig, aber als sie erfuhren, dass auch der vorsichtige Liu Xiu sich an dem Aufstand beteilige, schlossen sie sich den Brüdern an.
Die Vettern Li Tong (李通) und Li Yi (李軼) hatten jedoch mit der Entführung des Gouverneurs keinen Erfolg und kamen nur knapp mit dem Leben davon; ihre Familie wurde hingerichtet. Liu Yan musste seine Pläne ändern und überredete zwei der Lülin-Armeen, die Xinshi- (新市兵) und die Pinglin-Armee (平林兵), sich ihm anzuschließen. Kleinere militärische Erfolge ermutigten Liu Yan, die Hauptstadt der Nanyang-Kommandantur, Wancheng (宛城), anzugreifen. Dort musste er jedoch eine verheerende Niederlage hinnehmen. Liu Yan, Liu Xiu und ihre Schwester Liu Boji (劉伯姬) überlebten, aber ihr Bruder Liu Zhong und ihre Schwester Liu Yuan fielen auf dem Schlachtfeld. In dieser verzweifelten Lage dachten viele Soldaten daran, Liu Yan zu verlassen, aber es gelang ihm, sich ihrer Gefolgschaft erneut zu versichern und zudem eine weitere Lülin-Armee, die Xiajiang-Streitmacht (下江兵), auf seine Seite zu ziehen. Im Jahre 23 gelang ihnen der entscheidende Sieg gegen die Xin-Truppen und sie töteten Zheng Fu (甄阜), den Gouverneur der Nanyang-Kommandantur.

### Als Beamter unter Kaiser Gengshi

#### Aufstieg des Kaisers Gengshi
Mit seinem Sieg über Zheng Fu hatte Liu Yan sowohl Bewunderer erworben, die ihn zum Kaiser machen wollten, als sich auch Feinde geschaffen, die ihn um seine Fähigkeiten beneideten. Zu dieser Zeit hatte Liu Xuan, Liu Yans Vetter vierten Grades, den Titel General Gengshi angenommen und strebte nach dem Kaiserthron. Liu Yan riet ihm, erst den Titel Prinz von Han anzunehmen (wie Gaozu, der Gründer der Westlichen Han-Dynastie). Die anderen Rebellen im Lande taten dies jedoch ab und riefen Liu Xuan im Frühjahr 23 zum Kaiser aus. Liu Yan wurde Premierminister des neuen Kaisers und Liu Xiu erhielt mit vielen anderen Anführern der Rebellen den Titel „General“.

#### Schlacht von Kunyang
Für den entscheidenden Schlag gegen Wang Mang sollte Liu Xiu ausschlaggebend sein. Als Wang Mang erkannte, dass Gengshi sich zu einer ernsthaften Bedrohung entwickelte, schickte er seinen Vetter Wang Yi (王邑) und seinen Premierminister Wang Xun (王尋) mit einer Streitmacht von 430.000 Mann aus, um die neu eingesetzte Han-Dynastie auszuschalten. Zu dieser Zeit befanden sich die Han-Truppen an zwei verschiedenen Orten: Die eine Streitmacht unter Wang Feng (王鳳), Wang Chang (王常) und Liu Xiu zog sich in die kleine Stadt Kunyang (昆陽, heutiges Pingdingshan, Henan) zurück, die andere unter Führung von Liu Yan belagerte immer noch Wancheng. Die Truppen in Kunyang drohten sich angesichts des übermächtigen Feindes zu zerstreuen, aber Liu Xiu hielt sie zurück. Er stationierte eine schlagkräftige Wache in Kunyang und zog mit den restlichen Truppen in die nähere Umgebung, um den Gegner in die Zange nehmen zu können. Nach anfänglichem Widerstand folgten ihm die Soldaten.
Sobald die Xin-Armee mit der Belagerung Kunyangs begonnen hatte, ließ Liu Xiu seine Truppen Raubzüge in den feindlichen Lagern ausführen. Den Xin-Generälen Wang Yi und Wang Xun wurden diese Angriffe bald lästig und sie griffen Liu Xiu mit 10.000 Mann an, um ihn auszuschalten. Sie befahlen den restlichen Truppen, ihre Belagerungspositionen nicht aufzugeben. Die Schlacht verlief jedoch zugunsten der Han-Truppen, und weil die Xin-Truppen vor der Stadt es nicht wagten, einzugreifen, schlug Liu Xiu den Gegner zurück und tötete Wang Xun in der Schlacht. In diesem Augenblick machte die Han-Besatzung aus Kunyang einen Ausfall und griff die Xin-Armee an, die in völliges Chaos verfiel. Die meisten Soldaten desertierten und flohen in ihre Heimat, ohne sich noch einmal zu sammeln. Wang Yi war gezwungen, sich mit den paar Tausend verbliebenen Soldaten nach Luoyang zurückzuziehen. Diese Schlacht führte zum Untergang der Xin-Regierung.

#### Liu Yans Tod und Liu Xius Überleben
Die inneren Zerwürfnisse der Herrschaft Kaiser Gengshis wurden schon früh offenbar. Der Kaiser beneidete Liu Yan um seine Fähigkeiten und fürchtete, dass viele seiner Gefolgsleute ihn als Kaiser vorzögen. Insbesondere Liu Yans Anhänger Liu Ji (劉稷) kritisierte Kaiser Gengshi häufig, weshalb der Kaiser ihn einsperren ließ und hinrichten wollte. Liu Yan versuchte, dies zu verhindern. Ermutigt von Li Yi und dem Beamten Zhu Wei (朱鮪) nutzte der Kaiser die Gelegenheit und richtete auch Liu Yan hin.
Zu dieser Zeit war Liu Xiu an der Front. Als er vom Tode seines Bruders erfuhr, verließ er seine Truppen und kehrte in die provisorische Hauptstadt Wancheng zurück, um Vergebung zu erflehen. Liu Yans Gefolgsleute hießen Liu Xiu willkommen, aber er dankte nur und äußerte nicht seine Gefühle. Stattdessen nahm er die Schuld für das Aufbegehren seines Bruders auf sich und verschwieg seinen eigenen Erfolg bei Kunyang. Er wagte es auch nicht, seinen Bruder zu betrauern. Kaiser Gengshi schämte sich für seine Tat. Er verschonte Liu Xiu und ernannte ihn zum Marquis von Wuxin. Etwa zu dieser Zeit heiratete Liu Xiu seine Jugendliebe, die berühmte Schönheit Yin Lihua.

#### In Kaiser Gengshis Regierung
Wang Mangs Hauptstadt Chang’an und seine Macht sollten bald Kaiser Gengshi zufallen. Damit hatte der Kaiser die Herrschaft der Han-Dynastie im Reich faktisch wiederhergestellt. Ursprünglich wollte er Luoyang zur Hauptstadt machen und ernannte Liu Xiu zum Gouverneur der Hauptstadtregion. Er sollte dort die Paläste und Regierungsbüros wiedererrichten. Von allen Beamten, die je mit dieser Aufgabe betraut worden waren, erwies sich allein Liu Xiu als erfolgreich. Bald vermochte die Han-Regierung wieder zu arbeiten und konnte ihre Macht in der Tradition der Westlichen Han-Kaiser ausüben.
Unter Kaiser Gengshis Regierung gelang jedoch keine vollständige Reichseinigung. Die Region nördlich des Gelben Flusses widersetzte sich ihm fortwährend. Der Kaiser beschloss darum, einen General mit der Befriedung der Region zu beauftragen. Sein Vetter Liu Ci (劉賜), der Liu Yan als Premierminister nachgefolgt war, bestimmte Liu Xiu für diesen Auftrag. Liu Yans politische Feinde protestierten, darunter auch Li Yi und Zhu Wei, aber im Herbst 23 gab der Kaiser Liu Cis Drängen nach und schickte Liu Xiu auf den Feldzug.
Zu Beginn wurde Liu Xiu vom Volk nördlich des Gelben Flusses mit offenen Armen empfangen. Damals schloss sich ihm auch Deng Yu an, sein späterer Premierminister. Er riet Liu Xiu, angesichts Kaiser Gengshis offensichtlicher Mängel ein breites Spektrum an Optionen zu erwägen und besonders nach Unabhängigkeit zu trachten. Auch die späteren Beamten Feng Yi und Geng Chun (耿純) schlossen sich Liu Xiu zu dieser Zeit an.
Im Winter des Jahres 23 stand Liu Xiu einem großen Problem gegenüber, als er auf einen Mann traf, der den Kaiserthron für sich beanspruchte. Ein Seher in Handan mit Namen Wang Lang (王郎) behauptete, eigentlich Liu Ziyu (劉子輿) zu heißen und von Kaiser Cheng abzustammen. Er behauptete ferner, dass seine Mutter eine Sängerin Kaiser Chengs gewesen sei und Kaiserin Zhao Feiyan ihn, Wang Lang, nach seiner Geburt habe töten wollen. Das Volk von Handan glaubte diese Geschichte, und so fielen die Kommandanturen nördlich des Gelben Flusses rasch in die Hände des Wang Lang. Im Frühjahr 24 war Liu Xiu gezwungen, sich in die nördliche Stadt Jicheng (薊城, im heutigen Peking) zurückzuziehen. Die Rebellen der Umgebung bedrohten ihn, und einige Male entkam er nur knapp der Ermordung. Schließlich erreichte er zwei Kommandanturen im heutigen mittleren Hebei, die noch treu zu Kaiser Gengshi standen: Xindu (信都, etwa heutiges Hengshui) und Herong (和戎, Teil des heutigen Shijiazhuang). Er mobilisierte ihre Truppen und besiegte Wang Langs Generäle mehrere Male.
In der Zwischenzeit hatte Liu Xius Offizier Geng Yan (耿弇) seinem Herrn weitere Unterstützung verschafft. Er war in die Shanggu-Kommandantur (上谷, etwa heutiges Zhangjiakou, Hebei) geeilt und hatte den dortigen Gouverneur Geng Kuang (耿況), seinen Vater, sowie Peng Chong (彭寵), den Gouverneur der benachbarten Yuyang-Kommandantur (漁陽, im heutigen Peking), zur Unterstützung Liu Xius bewogen. Geng Yan und Wu Han (Peng Chongs Vertreter) führten die Kavallerie- und Infanteriestreitkräfte der zwei Kommandanturen nach Süden, um sich mit Liu Xiu zu vereinigen. Mit dieser Verstärkung hatte Liu Xiu genug Männer, um die Stadt Handan direkt anzugreifen. Dort ließ er Wang Lang in eine Falle tappen und tötete ihn.
Nach Wang Langs Tod ernannte Kaiser Gengshi Liu Xiu zum Prinzen von Xiao und berief ihn in die Hauptstadt zurück, die er nach Chang’an zurückverlegt hatte. Geng Yan riet seinem Herrn jedoch davon ab, weil er die Schwäche des Kaisers erkannte. Liu Xiu lehnte deshalb seine Abberufung von der Front ab und schob als Grund vor, dass die Region am Gelben Fluss noch nicht vollständig befriedet sei.

### Bruch mit Kaiser Gengshi
Im Herbst 24 gelang es Liu Xiu, der nominell immer noch Beamter unter Kaiser Gengshi war, einige größere Bauernaufstände zu ersticken und die Rebellen in seine Armee aufzunehmen. Außerdem ersetzte er immer mehr kaisertreue Beamten durch welche, die ihm selbst treu waren. Er konsolidierte seine Macht nördlich des Gelben Flusses und wartete mit prophetischem Talent, dass der Aufstand der Roten Augenbrauen den Kaiser zu Fall brachte. Er selbst schritt nicht ein und sah der Entwicklung des Aufstandes gelassen zu. Unter Aufsicht seines Offiziers Kou Xun (寇恂) ließ er die Henei-Region (heutiges mittleres Henan, nördlich des Gelben Flusses) zur Versorgungsbasis für Proviant und Männer ausbauen. Deng Yu schickte er mit einer Expeditionsstreitmacht ins heutige Shaanxi und wartete auf den Zusammenstoß der „Roten Augenbrauen“ mit dem Kaiser. Im Frühjahr 25 hatte Deng Yu auf seinem Marsch nach Westen das heutige Shanxi für Liu Xiu eingenommen und überquerte dann den Gelben Fluss, um Shaanxi einzunehmen.
Schon damals gebot Liu Xiu über einen beträchtlichen Teil des Reiches und hatte mehr Einfluss als die meisten regionalen Warlords seiner Zeit. Dennoch trug er lediglich den Titel Prinz von Xiao und diente nominell dem Kaiser Gengshi, obwohl er auch schon dessen Generäle herausforderte. Am 5. August des Jahres 25 gab Liu Xiu schließlich dem Drängen seiner Gefolgsleute nach und rief sich zum Kaiser des Reiches und rechtmäßigen Thronerben aus. Er ist unter dem postumen Titel „Kaiser Guangwu“ bekannt.

### Reichseinigung
Bald nachdem Liu Xiu sich zum Kaiser ausgerufen hatte, fiel Kaiser Gengshis Herrschaft dem Aufstand der Roten Augenbrauen zum Opfer. Die Rebellen riefen einen Liu Penzi zum Kaiser aus und übernahmen die Guanzhong-Region (關中, heutiges mittleres Shaanxi). Obwohl die Anführer des Aufstands auf dem Schlachtfeld großes Talent bewiesen hatten, waren sie noch unfähigere Herrscher als Kaiser Gengshi und verloren bald die Unterstützung des Volkes von Guanzhong. Sie raubten und plünderten im ganzen Land, um ihre Soldaten zu versorgen, und als Guanzhong ausgelaugt war, zogen sie sich nach Osten zurück, um in ihre Heimat im heutigen Shandong und nördlichen Jiangsu zurückzukehren. Kaiser Guangwu kam ihnen jedoch zuvor. Nachdem er die „Roten Augenbrauen“ mehrmals überfallen und geplündert hatte, versperrte er ihnen bei Yiyang (宜陽, heutiges Luoyang, Henan) den Weg. Die Anführer des Aufstandes erkannten die Aussichtslosigkeit der Lage und ergaben sich. Kaiser Guangwu verschonte ihr Leben, auch das des Gegenkaisers Liu Penzi.

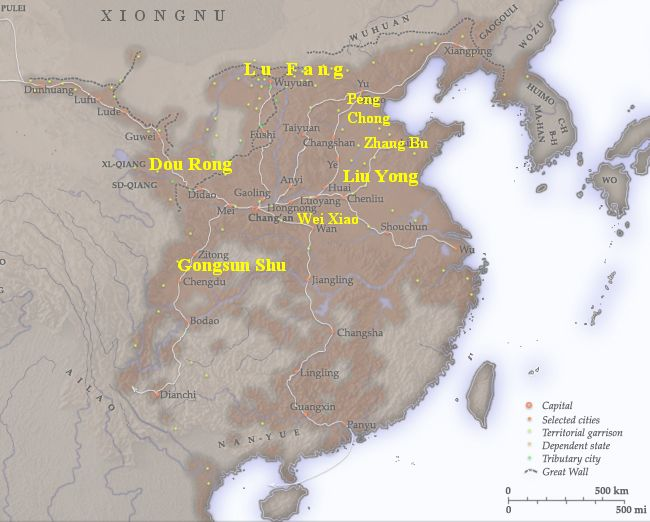
Warlords in China um das Jahr 25

Die „Roten Augenbrauen“ waren Kaiser Guangwus größte militärische Herausforderung gewesen. Bis zur Reichseinigung musste er jedoch noch mit einer Reihe von Warlords fertig werden, die über kleinere Teile des Reiches herrschten.
- Liu Yong (劉永) war Sohn des Prinzen Liu Li (劉立) von Liang und beanspruchte für sich, der wahre Thronerbe der Han-Dynastie zu sein. Er kontrollierte das heutige östliche Henan und nördliche Jiangsu.
- Peng Chong (彭寵) war von Kaiser Guangwus Beamten Zhu Fu (朱浮) zum Aufstand angestiftet worden, nachdem der Kaiser einen nicht näher bekannten Fehler begangen hatte. Er nahm den Titel Prinz von Yan an und kontrollierte die heutige Peking-Region.
- Zhang Bu (張步), Prinz von Qi, unterstand nominell Liu Yong. Er kontrollierte unabhängig das heutige Shandong.
- Wei Xiao (隗囂), eigentlich Kommandant der Xi-Provinz (西州) für Kaiser Guangwu, kontrollierte das heutige Gansu östlich des Gelben Flusses.
- Dou Rong (竇融), eigentlich Gouverneur der Liang-Provinz (涼州) für Kaiser Guangwu, kontrollierte das heutige westliche Gansu und nördliche Qinghai, westlich des Gelben Flusses.
- Lu Fang (盧芳), der den Namen Liu Wenbo (劉文伯) und als angeblicher Nachkomme Kaiser Wus den Thron für sich beanspruchte, wurde vom Xiongnu-Chanyu Yu (輿) unterstützt. Er kontrollierte die heutige mittlere und westliche Innere Mongolei.
- Gongsun Shu (公孫述), der sich zum Kaiser eines eigenständigen Reiches Chengjia (成家) ausgerufen hatte, kontrollierte das heutige Sichuan und Chongqing. Er war auch als „Weißer Kaiser“ (chinesisch 白帝, Pinyin Baidi) bekannt und gründete der Legende nach die Stadt Baidi, die nach ihm benannt ist.

Gongsun Shus neu gegründetes Reich Chengjia war von all diesen Mächten am wohlhabendsten und mächtigsten, aber Gongsun Shu trachtete nicht danach, es zu vergrößern. Gegen Kaiser Guangwus Feldzüge zur Eroberung der abtrünnigen Reichsteile unternahm er nichts. Kaiser Guangwu beschränkte sich darum auf Überredungsversuche, um sich die Warlords gefügig zu machen. Als sich ihm im Jahre 29 die Warlords Wei Xiao und Dou Rong ergaben und die Han-Truppen ins nördliche Chengjia führten, war Gongsun Shu vollends entmutigt, sein Reich zu vergrößern.
Liu Yongs Sohn und Erbe Liu Yu (劉紆) wurde, ebenfalls im Jahre 29, von den Han-Truppen besiegt und getötet. Peng Chong wurde in diesem Jahr von seinen Sklaven ermordet, was zum Zusammenbruch seines Reiches führte. Zhang Bu sah die Aussichtslosigkeit seines Widerstands ein, unterwarf sich und wurde zum Marquis ernannt. Im Jahre 30 befand sich das östliche China ganz unter Kaiser Guangwus Herrschaft.
Als Wei Xiao erkannte, dass die Östliche Han-Dynastie das Reich vereinen würde, wollte er wieder Unabhängigkeit erlangen. Er bemühte sich, Dou Rong auf seine Seite zu ziehen, aber dieser weigerte sich. Als Kaiser Guangwu über eine Invasion in Chengjia nachdachte, wusste Wei Xiao, dass Gongsun Shu dem Kaiser nichts entgegenzusetzen hatte. Darum versuchte er den Kaiser zu überreden, Chengjia nicht anzugreifen, und weigerte sich anschließend, seine Truppen dorthin zu verlagern. Da der Kaiser friedliche Lösungen vorzog, schickte er Wei Xiao und Gongsun Shu immer wieder bescheidene Botschaften, in denen er ihnen hohe Posten und Titel versprach, wenn sie sich ihm unterwarfen. Wei Xiao gab zwar oberflächlich nach, agierte jedoch weiterhin nach eigenem Ermessen. Gongsun Shu weigerte sich aufrecht, unternahm aber nichts gegen Kaiser Guangwu, der inzwischen seine Herrschaft im ganzen Reich zementierte.
Als Kaiser Guangwu einsah, dass weder Wei Xiao noch Gongsun Shu sich ihm ergeben würden, zog er im Sommer des Jahres 30 gegen Wei Xiao zu Felde. Dabei stand ihm Wei Xiaos ehemaliger Verbindungsoffizier Ma Yuan zur Seite, der zuvor immer versucht hatte, Wei Xiao zur Loyalität gegenüber dem Kaiser zu überreden. Angesichts des bedrohlichen Feldzugs unterwarf sich Wei Xiao nominell Gongsun Shu und nahm aus seiner Hand den Titel Prinz von Shuoning an. Abermals versuchte er, Dou Rong auf seine Seite zu ziehen. Dieser weigerte sich jedoch wieder und griff Wei Xiao in Absprache mit Kaiser Guangwu an. Nach einigen Anfangserfolgen brach Wei Xiaos kleines Regime schließlich unter dem erdrückenden Ansturm des Kaisers zusammen und zerfiel. Wei Xiao starb im Jahre 33 und sein Sohn Wei Chun (隗純) folgte ihm nach. Im Winter des Jahres 34 fiel Shuonings Hauptstadt Luomen (落門, im heutigen Tianshui, Gansu), und Wei Chun kapitulierte.
Nach diesem Sieg wandte sich Kaiser Guangwu dem letzten verbliebenen Rivalen Gongsun Shu zu. Er schickte seine Generäle Wu Han, Cen Peng (岑彭), Lai She (來歙) und Gai Yan (蓋延) auf einen zweizügigen Angriff auf Chengjia. Wu Han und Cen Peng führten die Land- und Seestreitkräfte vom heutigen Hubei aus den Jangtsekiang hinauf, während Lai She und Gai Yan eine Armee aus dem heutigen Shaanxi nach Süden führten. Gongsun Shu wollte eine Begegnung auf dem Schlachtfeld vermeiden und versuchte zu diesem Zweck, die feindlichen Generäle ermorden zu lassen. Dies gelang ihm immerhin bei Cen Peng und Lai She, doch der Vormarsch der Han-Truppen war nicht mehr aufzuhalten. Im Jahre 36 hatten sie Gongsun Shu in seiner Hauptstadt Chengdu umzingelt. Als die Belagerung der Stadt zu scheitern drohte, erwog Wu Han, nunmehr Leiter der Expeditionsstreitkräfte, den Rückzug. Sein Offizier Zhang Kan (張堪) überzeugte ihn jedoch, dass Gongsun Shus Position verloren war. So täuschte Wu Han vor, dass seine Truppen unter den Strapazen zusammenbrachen, um Gongsun Shu zu einem Ausfall zu verleiten. Und tatsächlich führte Gongsun Shu seine Truppen auf das Schlachtfeld, wo er tödlich verwundet wurde. Die Stadt Chengdu kapitulierte am 25. Dezember 36.
Nach dem Fall von Chengjia übergab Dou Rong noch im selben Jahr seine Länder dem Kaiser und wurde zum Oberaufseher der Region ernannt. Lu Fang ergab sich ebenfalls und wurde zum Prinzen von Dai ernannt, denn der Kaiser glaubte an Lu Fangs fingierte kaiserliche Herkunft. Nach einigen Jahren lehnte sich Lu Fang abermals auf, konnte sich aber nicht behaupten und floh 42 zu den Xiongnu. Damit gebot Kaiser Guangwu über das gesamte Han-Reich.

### Herrschaft über das vereinte China

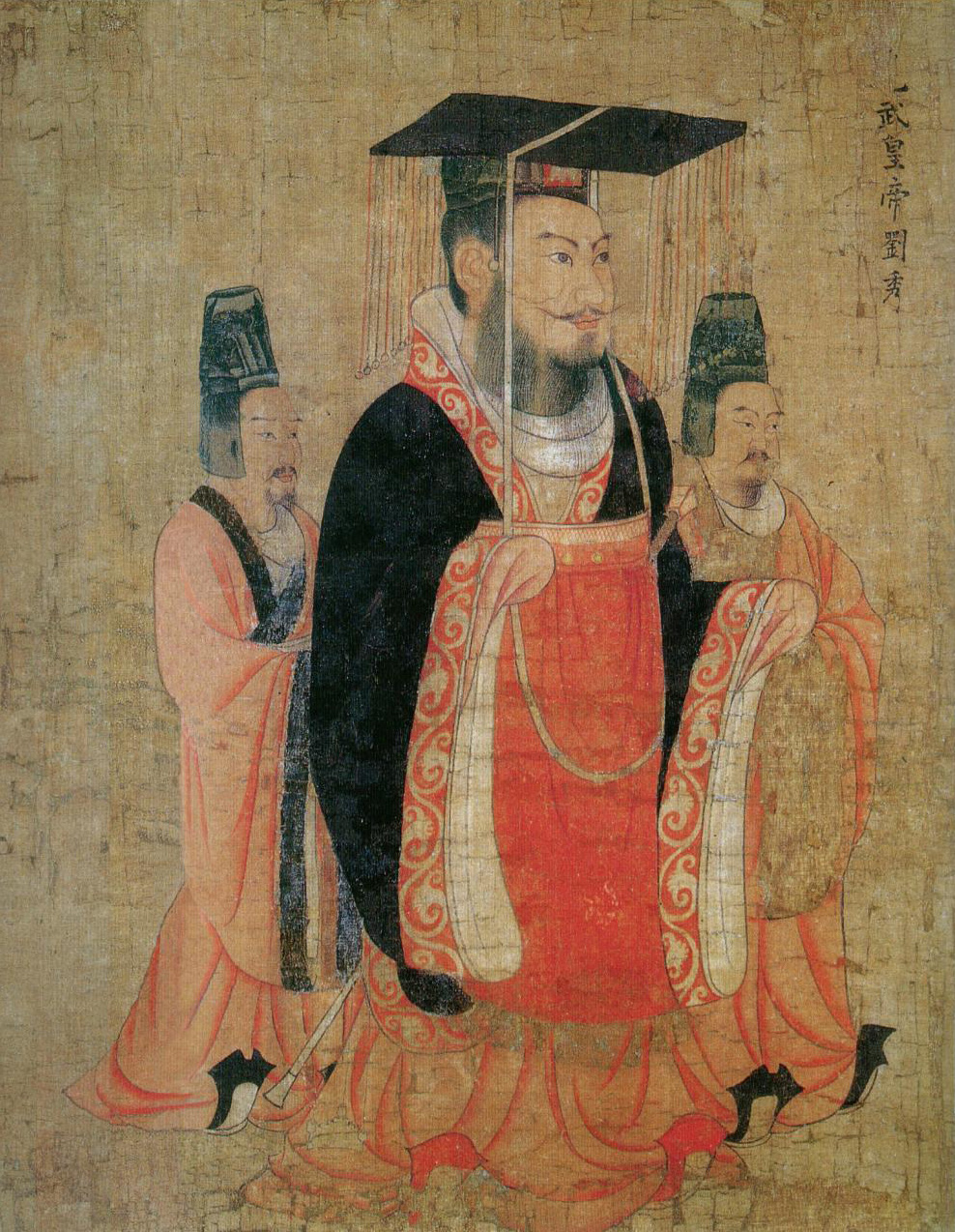
Idealporträt Kaiser Guangwus auf der Dreizehn-Kaiser-Rolle (Tang-Dynastie, 7. Jahrhundert, traditionell Yan Liben zugeschrieben).

Obwohl Kaiser Guangwu bereits zahlreiche Generäle und Beamte zu Markgrafen ernannt hatte, verteilte er ihre Marken entsprechend ihren Verdiensten neu. Dabei spielte für ihn auch die Frage eine Rolle, wie er seine Beziehung zu den Generälen in Einklang mit deren Positionen und Titeln bringen könnte. Darum gab er den Generälen großzügig bemessene Marken, aber verlieh ihnen keine Regierungsämter. Auch wenn er sie mit großen Wohlstand belohnte und oft auf ihren Rat hörte, ließ er sie selten zu einflussreichen Positionen aufsteigen. Damit war gewährleistet, dass die Generäle nicht zu viel Macht besäßen und dennoch weiterhin im guten Verhältnis zum Kaiser standen. Nur ein weiterer Kaiser besaß dieses Talent: Song Taizu.
Kaiser Guangwus Herrschaft über das vereinte China war von Sparsamkeit, Effizienz und lockerer Gesetzgebung gekennzeichnet. Im Jahre 38 schickte der Beamte Liang Tong (梁統) eine Bittschrift an den Kaiser, dass dieser wieder die strengen Strafgesetze der Westlichen Han-Dynastie einführen möge. Nach Beratung mit einigen anderen Beamten lehnte der Kaiser diese Bitte ab.
Auch nach der Reichseinigung war der Krieg für das Reich nicht vorbei. Im Jahre 40 lehnten sich die vietnamesischen Trưng-Schwestern Trưng Trắc (chinesisch 徵側) und Trưng Nhị (chinesisch 徵貳, Pinyin Zheng Er) gegen die Han-Herrschaft auf. Trưng Trắc nahm den Titel Königin an und herrschte einige Jahre lang unabhängig im Süden. Im Jahre 41 beauftragte Kaiser Guangwu seinen verdienten General Ma Yuan mit den Feldzügen gegen die Revolte. Im Jahre 43 hatte er Erfolg und tötete die Trưng-Schwestern. Nach vietnamesischen Historikern sollen sie sich ertränkt haben.
Auch mit den Xiongnu im Norden musste der Kaiser sich herumschlagen, auch wenn sie zu seiner Zeit keine größere Bedrohung darstellten. Die nördlichen Kommandanturen wurden jedoch durch die Raubzüge der Xiongnu, Wuhuan und Xianbei allmählich entvölkert, da die Bewohner entweder den Plünderern zum Opfer fielen oder nach Süden abwanderten.
Die zentralasiatischen Kleinstaaten in den sogenannten „Westlichen Regionen“ litten im Jahre 46 unter der Hegemonie des Königreichs Shache (Yarkant). Sie schickten eine Bittschrift an Kaiser Guangwu, dass er wieder den Posten des Gouverneurs der Westlichen Regionen einsetzen möge, der dort zu Zeiten der Westlichen Han-Dynastie den Frieden überwacht hatte. Der Kaiser weigerte sich jedoch und verwies auf die momentane Schwäche seines Reiches, die ihm nicht gestatte, ein Protektorat im Westen zu unterhalten. Enttäuscht unterwarfen sich die zentralasiatischen Königreiche den Xiongnu.

### Ehe- und Nachfolgeprobleme
Wie oben erwähnt, heiratete Kaiser Guangwu seine Jugendliebe Yin Lihua noch als Beamter unter Kaiser Gengshi. Aus politischen Gründen ging er im Jahre 24 auf einer Expedition nördlich des Gelben Flusses eine zweite Ehe mit Guo Shengtong ein. Sie war die Nichte des örtlichen Warlords Liu Yang (劉楊), Prinz von Zhending. Im Jahre 25 gebar Guo Shengtong einen Sohn, Liu Jiang (劉疆).
Als Kaiser Guangwu im Jahre 26 eine Kaiserin erheben wollte, dachte er an Yin Lihua. Diese hatte damals jedoch noch keinen Sohn, weshalb sie ihre Ernennung ablehnte und stattdessen Guo Shengtong empfahl. So erhob Kaiser Guangwu Guo Shengtong zur Kaiserin und ihren Sohn Liu Jiang zum Kronprinzen.
Nach und nach verlor die Kaiserin jedoch die Gunst ihres Gemahls. Je weniger er sie schätzte, desto mehr beklagte sie sich darüber, und desto missmutiger wurde Kaiser Guangwu. Im Jahre 41 setzte er sie schließlich ab und erhob Yin Lihua zur Kaiserin. Die verstoßene Guo Shengtong ließ der Kaiser jedoch nicht einsperren, wie dies unter der Westlichen Han-Dynastie mitunter üblich gewesen war. Stattdessen ernannte er ihren Sohn Liu Fu (劉輔) zum Prinzen von Zhongshan und verlieh ihr den Titel Prinzessinnenmutter von Zhongshan. Ihrem Bruder Guo Kuang (郭況) gab er einen hohen Posten und reiche Geldgeschenke.
Kaiser Guangwu brachte es jedoch nicht über sich, den Kronprinzen Jiang abzusetzen. Jiang hielt seine Position dennoch für untragbar und bot wiederholt seinen Rücktritt an. Im Jahre 43 gab Kaiser Guangwu schließlich nach und ernannte Liu Yang, den ältesten Sohn der Kaiserin Yin Lihua, zum Kronprinzen. Seinen Namen änderte er zu Zhuang (莊). Liu Jiang wurde zum Prinzen von Donghai ernannt.

### Späte Regierung
Im Jahre 47 spalteten sich die Xiongnu-Stämme wegen eines Erbfolgestreits in zwei Lager. Der derzeitige Chanyu Punu (蒲奴) musste sich mit seinem Vetter Bi (比) auseinandersetzen, welcher der Sohn eines vorigen Chanyu war. Im Jahre 48 nahm Bi den Chanyu-Titel an und unterwarf sich Kaiser Guangwu. Kurz darauf bezeugte auch Chanyu Punu seine Ergebenheit. Die geteilten (Südlichen und Nördlichen) Xiongnu-Stämme führten in den nächsten Jahrzehnten keinen Krieg mehr gegen das Han-Reich.
Ein schwarzer Fleck in Kaiser Guangwus Regierung war die Intrige gegen den General Ma Yuan. Als dieser 49 im Auftrag des Kaisers gegen die zentralasiatischen Königreiche zu Felde zog, wurde er von seinen politischen Feinden verleumdet. Der Kaiser glaubte ihnen und strengte Untersuchungen gegen Ma Yuan an, der jedoch auf dem Feldzug einer Krankheit erlag. Da er sich nun nicht mehr rechtfertigen konnte, entzog ihm der Kaiser ohne Widerstand seinen Marquis-Titel und stellte ihn öffentlich bloß. Ma Yuans guter Ruf wurde erst wiederhergestellt, als seine Tochter Ma Kaiserin unter Kaiser Ming wurde.
Kaiser Guangwu starb am 29. März 57. Kronprinz Zhuang folgte ihm als Kaiser Ming auf den Thron.